# Eyralpenus sublutea
Eyralpenus sublutea är en fjärilsart som beskrevs av Max Bartel 1903. Eyralpenus sublutea ingår i släktet Eyralpenus och familjen björnspinnare. Inga underarter finns listade i Catalogue of Life.